# Хайят (газета)
«Хайят» (или дореф. «Гэятъ»; азерб. حیات, Həyat — «Жизнь») — ежедневная общественно-политическая, экономическая и литературная газета, издававшаяся на азербайджанском языке, оказавшая огромное влияние на развитие национальной прессы Азербайджана.

## История
Издание газеты во многом явилось следствием результатов совещания, прошедшего 8 (21) апреля 1905 года на квартире Абдурашида Ибрагимова в Санкт-Петербурге. 16 (29) апреля 1905 года представители видной азербайджанской интеллигенции начала 20 века Али-бек Гусейнзаде и Ахмед-бек Агаев обратились в Главное управление печати Санкт-Петербурга с просьбой разрешить издание газеты «Хайят». Тогда же Алимардан-бек Топчибашев получил аудиенцию у нового наместника на Кавказе графа Иллариона Воронцов-Дашкова и 16 апреля (5 мая) 1905 года получил разрешение на выпуск газеты «Хайят» («Жизнь») на азербайджанском языке.
Газета стала выходить на средства крупнейшего бакинского предпринимателя, нефтепромышленника, фабриканта, банкира, действительного статского советника Гаджи Зейналабдин Тагиева. 
7 (20) июня 1905 года вышел в свет первый номер газеты. В статье «Девиз нашей газеты», опубликованной в первом номере «Хайят», отмечалось значение прессы в жизни народа, развитии общества. В связи с началом издания газеты состоялось торжественное собрание видных представителей азербайджанской интеллигенции. В собрании также приняли участие представители российских мусульман Волго-Уральского региона, Кавказа, Крыма.
Содержание и идеи газеты воплощали в жизнь Алимардан-бек Топчибашев (владелец издания), Али-бек Гусейнзаде (главный редактор) и Ахмед-бек Агаев (редактор до конца 1905 года). Важные статьи, опубликованные в газете, были также переведены на русский язык. Идейное и политическое содержание газеты подвергалось цензуре. 
Газета «Хайят» распространялась не только на Кавказе, но и в Поволжье, Иране и Турции. 
Большую роль в распространении национальной идеологии и тюркского движения в Азербайджане через газету «Хайят» и журнал «Фиюзат» сыграл Али-бек Гусейнзаде. Основной целью газеты являлось служение Азербайджану и азербайджанскому народу. Вскоре Ахмед-бек Агаев был вынужден прекратить сотрудничество с газетой по причине занятия должности редактора издания «Иршад». Али-бек Гусейнзаде продолжил свою деятельность в «Хайят».
Последний номер газеты был издан 3 (16) сентября 1906 года. Всего за период издания газеты вышло 325 номеров. 131 из них в 1905 году, 194 — в 1906 году. 101-й номер «Хайят» редактировали Али-бек Гусейнзаде и Ахмед-бек Агаев.

## Творческий коллектив
За короткий период издания «Хайят» собрала вокруг себя азербайджанских интеллектуалов и деятелей, занимающих особое место в азербайджанской истории, литературе, и общественно-политической жизни. У газеты было 36 постоянных редакторов. Али-бек Гусейнзаде, Ахмед-бек Агаев, Гасан-бек Зардаби, Аббас Саххат, Мухаммед Хади, Узеир Гаджибеков, Мирза Алекпер Сабир, Нариман Нариманов, являлись одними из постоянных публицистов газеты.
Именно в этой газете опубликовал свои первые печатные произведения один из основоположников азербайджанской романтической литературы Мухаммед Хади.

В газете также были впервые опубликованы известные произведения Мирзы Алекпера Сабира, такие как: «Разговор двенадцати мужчин на одном собрании» и «Нашим мусульманским и армянским гражданам». В письме Сабира в редакцию газеты говорилось, что поэт написал это стихотворение, вдохновленное лозунгом статьи Мухаммед Гасан Тахирова, где говорилось:
«Каждый из нас должен прочитать эту газету и работать на свое будущее».
Занявший почетное место в культурной жизни Азербайджана в начале XX века Узеир Гаджибеков также контактировал с читателями «Хайят» своими публицистическими произведениями. Переехав в Баку в 1905 году, в номере «Хайят» от 17 сентября 1905 года он опубликовал статью «Дамская доброта к нам». Эта статья стала ответом на статью журналиста Магды Нойман об армяно-мусульманском конфликте, опубликованную сначала в петербургском «Новом времени», а затем в русскоязычной бакинской газете «Баку».
Гаджибеков три месяца проработал переводчиком в газете «Хайят», затем продолжил свою деятельность в «Иршад».
Одним из главных творческих редакторов «Хайят» был известный общественный деятель, просветитель и публицист Гасан-бек Зардаби. В газете было опубликовано множество его статей, посвящённых культуре, образованию, различным сферам жизни общества, природе, медицине и животному миру.

## Концепция общего тюркского языка

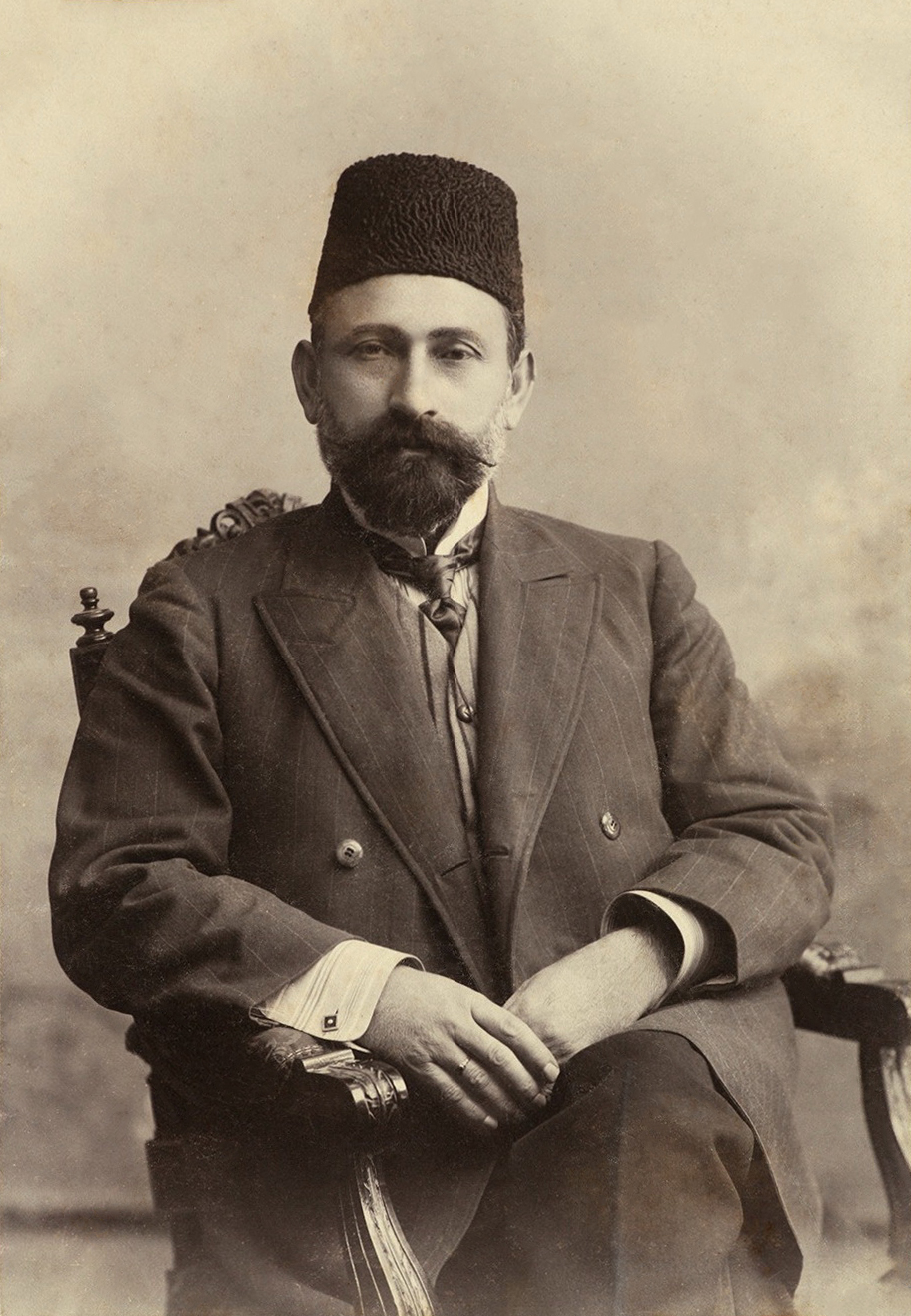
Али-бек Гусейнзаде

Али-бек Гусейнзаде в газете выдвинул концепцию общего тюркского литературного языка в Азербайджане, использовал и отстаивал эту идею в своих произведениях. Гусейнзаде считал важным для достижения национально-духовного единства тюркских народов выработать правила общего тюркского литературного языка и развить его в общеобразовательных школах и печати. Споры вокруг данной идеи усилились в начале двадцатого века. По словам Али-бека Гусейнзаде, литературный язык был одним из важных условий существования и выживания нации. Он надеялся, что создание общего тюркского литературного языка поможет формированию единой тюркской нации. Он писал, обосновывая свое мнение:
«Нация, у которой нет литературного языка, не так много значит как независимая нация.

Нация, у которой нет литературного языка, вынуждена позаимствовать язык нации, у которой есть цивилизованный литературный язык, чтобы выжить в этом мире».